# トル・アロコダレ
トルワラセ・エマニュエル・アロコダレ（Toluwalase Emmanuel Arokodare , 2000年11月23日 - ）は、ナイジェリア・ラゴス州ラゴス出身のサッカー選手。ジュピラー・プロ・リーグ・KRCヘンク所属。ポジションはFW。

## クラブ経歴
2019年にSCフライブルクやトゥールーズFCの入団テストを受けるも不合格に終わり、同年7月にラトビアリーグのヴァルミエラ・グラスViAと契約。2019年シーズンは途中入団ながら16試合7ゴールを記録。プロ2年目の2020年シーズンは、得点能力が更に開花し、16試合で15ゴールを決め、注目を集める、
2020年9月19日、1.FCケルンに1年間のローン移籍で加入したことが発表された。
2023年1月31日、KRCヘンクに4年半契約で移籍した。